# Петровское (Перемышльский район)
Петро́вское — деревня в Перемышльском районе Калужской области, в составе муниципального образования Сельское поселение «Деревня Погореловка».

## География
Расположена на правом берегу реки Малой Гвидки, в 8 километрах на запад от районного центра — села Перемышль — на автодороге межмуниципального значения 29Н-374.

## Население
| 2002 | 2010 |
| ---- | ---- |
| 22   | ↘17  |

## История
В атласе Калужского наместничества, изданного в 1782 году, — Петровская обозначена на карте как деревня Перемышльского уезда.

Село Варваренки, деревни Петровская, Погорелкова, Кузменки, Экономического ведомства, что прежде были Шеровкина монастыря. … по обеим сторонам речки большой Воробьевки.— Описания и алфавиты к Калужскому атласу
В 1858 году деревня (каз.) Петровская 1-го стана Перемышльского уезда, при речке Воробьевке, 40 дворах, население 286 человек — по правую сторону почтового Киевского тракта.
К 1914 году Петровскъ — деревня Полянской волости Перемышльского уезда Калужской губернии. В 1913 году население 457 человек. Имелась собственная церковно-приходская школа.
В годы Великой Отечественной войны деревня была оккупирована войсками Нацистской Германии с 8 октября по 25 декабря 1941 года. Освобождена в ходе Калужской наступательной операции частями 50-й армии генерал-лейтенанта И. В. Болдина.